# Guennadi Bukharin
Guennadi Bukharin (rus: Геннадий Иванович Бухарин)  (Rybnaja Sloboda, 10 d'agost de 1929 - 3 de novembre de 2020) fou un piragüista en aigües tranquil·les rus, que va competir sota bandera de la Unió Soviètica, durant la dècada de 1950.
El 1956 va prendre part en els Jocs Olímpics d'Estiu de Melbourne, on disputà dues proves del programa de piragüisme. En ambdues, el C-1, 1.000 metres i el C-1, 10.000 metres guanyà la medalla de bronze.
En el seu palmarès també destaquen dues medalles d'or al Campionat del Món en aigües tranquil·les, ambdues el 1958, així com quatre títols nacionals en el C1, 10.000 metres (1955-1957 i 1959) i un en el relleu C1, 4x500 metres (1960).
Una vegada retirat va exercir d'entrenador.